# Bukfetma

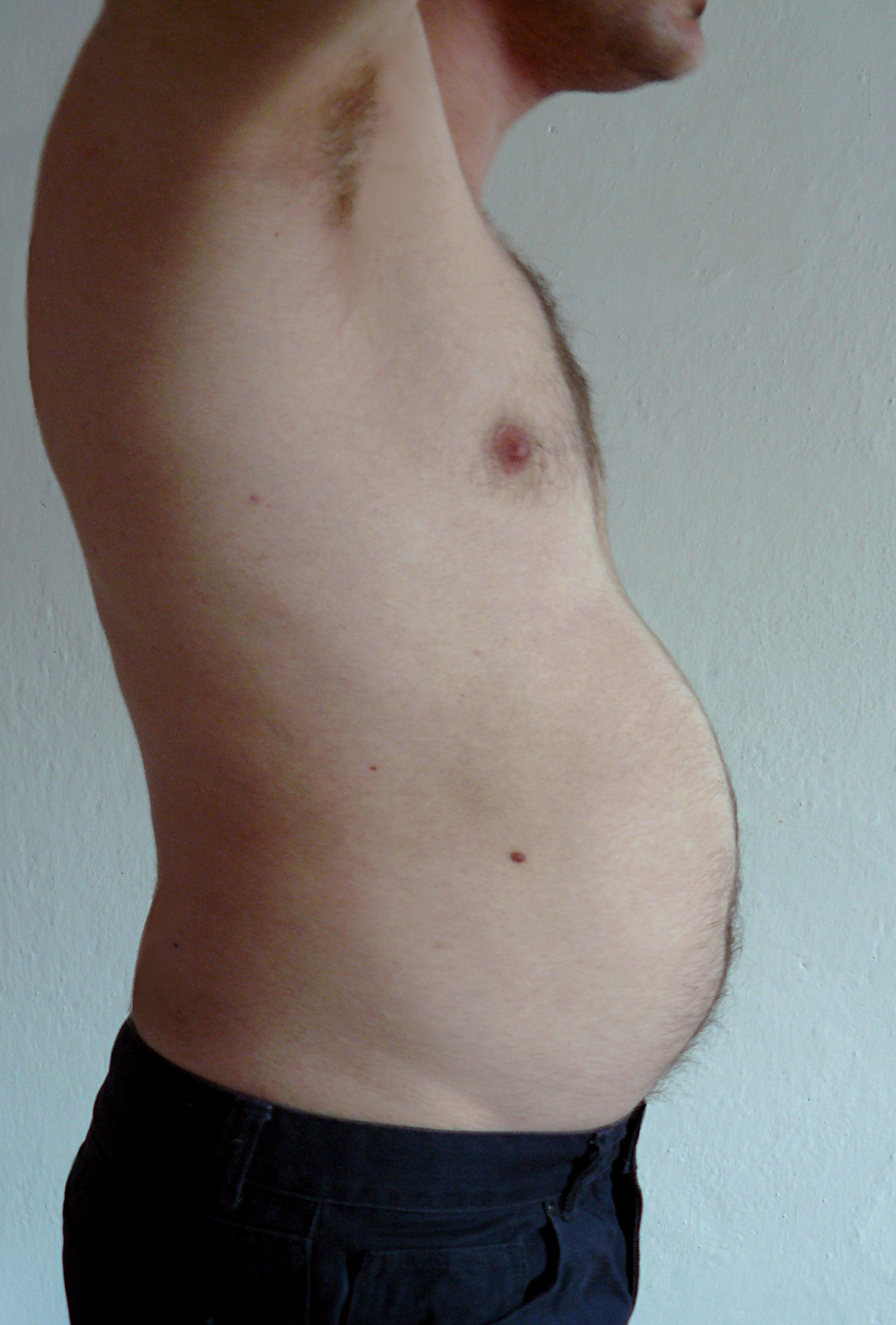
Central obesitas av män

Stiliserade figuerar av män.
Mannen till vänster är normalviktig. Ju längre till höger, desto större övervikt och större bukfetma. Bukfetma hos män korrelerar ofta med övervikt.

Bukfetma eller central obesitas, är en typ av fetma som orsakas av fettansamling runt organen i bukhålan och runt tarmarna (visceralt fett). Bukfetma kan också definieras som ett stort midjemått, oavsett vad personen har för midja-höft-kvot och BMI.
Bukfetma kan ingå som symtom på metabolt syndrom samt ökar risken för högt blodtryck och typ 2-diabetes. Gränsen för bukfetma för kvinnor är ett midjemått över 80 eller 88 cm, och för män ett midjemått över 94 eller 102 cm. Bukfetma ökar risken för att dö av hjärt-kärlsjukdomar. Risken ökar innan personen uppnått gränsen för bukfetma.
Ett flertal sjukdomar kan göra att buken sväller upp av andra orsaker än av fettansamling, så exempelvis ascites.

## Bukfetma, kroppstyp och vikt
Fetma har sedan lång tid visat sig korrelera starkt med att insjukna i, eller dö i förtid av, vissa sjukdomar, däribland hjärt-kärlsjukdomar, högt blodtryck och typ-2-diabetes. Nyare forskning har visat att midjemåttet är ett bättre sätt att bedöma risken, då dessa sjukdomar korrelerar med bukfetma, inte med kroppsvikt. Risken ökar redan när kvinnor har ett midjemått över 80 cm och män har ett midjemått över 90 cm, helt oavsett vilket BMI de har. En kvinna med övervikt och timglasformad kropp men med ett midjemått under 80 cm, löper alltså inte samma risk som en person med äppelformad kropp med ett midjemått över 80 cm som är smalare än den förra.
Unga kvinnor med övervikt tenderar att ha kvar den timglasformade kroppen hon har som normalviktig, medan kroppsformen med stigande ålder tenderar att bli mer äppelformad med relativt sett större midjemått (mer bukfetma). Hos män finns, oavsett ålder, en stark korrelation mellan kroppsform och vikt med en ökad tendens till äppelform (bukfetma) med ökande vikt. Det ökade midjemåttet som kvinnor får med stigande ålder tillskrivs som regel de sänkta östrogennivåerna, medan lägre midja-höft-kvot och större byst (timglasformad kropp) framför allt beror på höga nivåer östrogen och progesteron.

## Orsaker
Höga värden av kortisol, som vid Cushings syndrom, leder till bukfetma. Tillväxthormonbrist kan ge en kroppstyp med minskad muskelmassa och mer bukfetma. Hos kvinnor kan det tyda på polycystiskt ovariesyndrom. I vissa fall kan bukfetman vara ett symptom på metabolt syndrom.
Eftersom placeringen av kroppsfett är relaterad till personens kön, har det länge antagits att könshormonerna spelar roll i uppkomsten av bukfetma. Länge antogs testosteron och dihydrotestosteron (DHT) orsaka tillståndet. Kvinnor med bukfetma antogs lida av hyperandrogenism. Dock verkar kvinnor med bukfetma ha låga nivåer DHT, men forskningen angående andelen visceralt fett och nivåer androgener hos kvinnor har också gett högst motstridiga resultat. Hos män däremot visar nyare forskning entydigt att bukfetma hänger samman med låga testosteronnivåer. Metabolt syndrom, där bukfetma är ett kardinalsymtom, hos män har ett starkt samband med hypogonadism (dåligt fungerande könskörtlar). Å andra sidan verkar östrogen skydda mot bukfetma, då östrogen bland annat leder till ökad tendens till att ansamla underhudsfett (inte visceralt fett).
Hög andel brunt fett, vilket troligen aktiveras av katekolaminer, minskar troligen midjemåttet.

## Komplikationer
Bukfetma hänger ihop med en rad olika sjukdomar, vilka nedsätter livskvaliteten eller kan vara direkt dödliga. Till den senare gruppen hör hjärt-kärlsjukdomar, högt blodtryck och typ 2-diabetes.
Män med bukfetma har färre och mindre rörliga spermier, och därför nedsatt fertilitet. Kvinnor med fetma kan få oregelbunden menstruation, och därför oönskat bli gravid, men i övrigt ger bukfetma sämre fertilitet också hos kvinnor. Det är vanligare med fetma och bukfetma hos kvinnor som får bröstcancer, och detta ökar risken att cancern blir aggressiv. Viskeralt fett, som kännetecknar bukfetma, ökar risken också för andra typer av cancer samt försämrar prognosen kraftigt, däribland tunntarmscancer, tjocktarmscancer och cancer i bukspottskörteln, i synnerhet om bukfetman ingår som symtom på metabolt syndrom.

## Behandling och förebyggande åtgärder
Tyvärr är den svår att motverka och även svår att tvinga tillbaka, men med rätt kosthållning och med rätt typ av fysisk aktivitet går den att behandla. Bukfetma är dock mindre vanligt förekommande än underhudsfett runt magen, vilket är enklare att få bukt med.